# Колтаков, Николай Владимирович
Николай Владимирович Колтаков (укр. Микола Володимирович Колтаков; род. 13 мая 1983, Глухов, Сумская область) — украинский спортсмен, тренер, спортивный журналист, заслуженный тренер Украины по пауэрлифтингу (зрение) (2025), мастер спорта Украины международного класса по пауэрлифтингу (2011), чемпион Украины по жиму штанги лежа, участник чемпионата мира по жиму штанги лежа по версии IPF (2011), чемпион мира по жиму штанги лежа по версии WUAP (2008), тренер штатной сборной команды Украины по пауэрлифтингу (спортсмены с недостатками зрения).

## Биография
Родился 13 мая 1983 года в городе Глухов, Сумская область.
В 1997 году окончил с отличием Школу искусств им. Максима Березовского.
В 2000 году окончил Глуховскую общеобразовательную школу I—III ступеней № 3.
В 2005 году окончил Глуховский национальный педагогический университет имени Александра Довженко. Специальность: воспитатель детей дошкольного возраста, инструктор физического воспитания детей дошкольного возраста.
В 2014 году окончил Сумской государственный педагогический университет им. А. С. Макаренко. Специальность: учитель физической культуры, тренер по пауэрлифтингу. 
В 2015 году окончил магистратуру в Сумском государственном педагогическом университете им. А. С. Макаренко. Специальность: магистр спорта, преподаватель спорта в высших учебных заведениях. 
В мае-июле 2002 года работал педагогом-организатором в детском центре «Молодая гвардия» (г. Одесса).
С 2009 по 2018 год работал в международном медиа-проекте «Железный мир».
С июля 2017 года по ноябрь 2024 года регистратор судей по пауэрлифтингу Международной федерации спорта слепых (IBSA).
С января 2018 года по июнь 2019 года работал директором Глуховского городского центра физического здоровья населения «Спорт для всех».
С июля 2018 года руководитель комитета по СМИ Национальной федерации бодибилдинга Украины.
С апреля 2019 года тренер штатной сборной команды Украины по пауэрлифтингу (спортсмены с недостатками зрения).

## Спортивные достижения
Заслуженный тренер Украины по пауэрлифтингу (зрение) (2025). Мастер спорта Украины международного класса по пауэрлифтингу (2011). Мастер спорта Украины по пауэрлифтингу (2005). Чемпион мира по жиму штанги лежа по версии WUAP (2008). Участник Чемпионата мира по жиму штанги лежа по версии IPF (2011) — 9 место. Чемпион Украины по жиму штанги лежа по версиям ФПУ, WPC, UPO. Неоднократный победитель и призёр международных и Всеукраинских соревнований по пауэрлифтингу и жиму штанги лежа.
Судья национальной категории по пауэрлифтингу ФПУ-IPF (2010).
Судья национальной категории по тяжелой атлетике (2011). Судья международной категории по пауэрлифтингу IBSA (2018). Судья национальной категории по пара пауэрлифтингу (2020).

## Пауэрлифтинг

### Версия IPF
9 место на чемпионате мира IPF по жиму штанги лёжа 2011 г., г. Зольден, Австрия (результат 275 кг),
Чемпион Украины ФПУ по жиму штанги лежа 2012 г., Севастополь (результат 275 кг),
Чемпион Украины ФПУ по жиму штанги лежа 2011 г., Тернополь (результат 275 кг),
Серебряный призёр чемпионата Украины ФПУ по жиму штанги лёжа 2006 г., Полтава (результат 252,5 кг),
Бронзовый призёр ІV Летних спортивных игр молодёжи Украины по пауэрлифтингу (ФПУ), малая золотая медаль в жиме лёжа 2006 г., Полтава (результат 840 кг (320+250+270)).
Бронзовый призёр первенства Украины среди студентов по пауэрлифтингу (ФПУ) 2005 г., Мелитополь (результат 805 кг (315+220+270)).
Серебряный призёр открытого чемпионата Киева по пауэрлифтингу (ФПУ) 2005 (результат 780 кг (300+207,5+272,5)),
Серебряный призёр открытого чемпионата Москвы по жиму (ФПМ) 2006 г (результат 270 кг)
Победитель открытого чемпионата г. Запорожья «Кубок Хортицы» по классическому жиму лежа 2017 (результат 220 кг),
Серебряный призёр открытого чемпионата г. Запорожья «Кубок Хортицы» по классическому жиму лежа 2016 (результат 212,5 кг),
Серебряный призёр 2 Открытого Кубка АР Крым по жиму лёжа (ФПУ) 2006 г., Ялта.
Победитель Спартакиады Украины по пауэрлифтингу (жим+тяга) среди спортклубов 2006 г., пгт. Приморский, АР Крым.
Серебряный призёр Спартакиады Украины по пауэрлифтингу (жим+тяга) среди спортклубов 2003 г., пгт Приморский, АР Крым.
Победитель Открытого турнира по жиму лёжа на призы С. Лукьянова (ФПУ) 2006 г., Днепропетровск (результат 265 кг),
Победитель Открытого турнира по пауэрлифтингу памяти А. Станкевича 2001—2006 гг, г. Глухов.
Победитель Международного турнира по жиму лежа посвященного 270-летию г. Шостка 2009 г. (результат 205 кг).
Победитель Открытого чемпионата Курской области по пауэрлифтингу среди юниоров 2005 г., Курск, Россия.
Серебряный призёр Открытого чемпионата Курской области по пауэрлифтингу 2003 г., Курск.
Серебряный призёр Открытого чемпионата Курской области по жиму штанги лёжа 2003 г., Курск.
Победитель чемпионата Сумской области по жиму штанги лежа 2011 г., г. Сумы (результат 270 кг) .
Многократный чемпион и рекордсмен Сумской области по пауэрлифтингу и жиму штанги лежа
Судья национальной категории ФПУ (2010).
«Лучший судья по итогам 2010 года» ФПУ.
Победитель конкурса Спортивной федерации незрячих Украины «Лучший судья по пауэрлифтингу» по итогам 2016 года.
В июле 2017 года назначен на должность регистратора судей по пауэрлифтингу Международной федерации спорта слепых (IBSA).
Судья международной категории по пауэрлифтингу IBSA (2018).
Судья национальной категории по пара пауэрлифтингу (2020).

### Версия WUAP
Чемпион мира по жиму штанги лёжа WUAP 2008 г., г. Лаухаммер, Германия, (результат 280 кг)

### Версия WPC
Серебряный призёр Кубка Евразии по пауэрлифтингу WPC 2007 г., г. Курск, Россия (результат 945 кг (360+280+305)
Серебряный призёр Кубка Евразии по жиму штанги лёжа WPC 2007 г., г. Курск, Россия (результат 285 кг)
4 — место на Чемпионате мира WPC по жиму штанги лёжа 2007 г., г. Тольятти, Россия (результат 290 кг)
4 — место на Чемпионате Европы WPC по жиму штанги лёжа 2008 г., г. Талси, Латвия (результат 282,5 кг)
Чемпион Украины WPC по жиму штанги лёжа без экипировки 2008 г., г. Глухов, Украина (результат 220 кг)
Серебряный призёр Чемпионата Украины WPC по жиму штанги лёжа 2008 г., г. Глухов, Украина (результат 282,5 кг)
Победитель Кубка Украины WPC по жиму штанги лёжа 2007 г., г. Николаев, Украина (результат 270 кг)
Победитель Открытого Зонального первенства России «Юг-Центр» WPC по пауэрлифтингу 2007 г., г. Курск, Россия (результат 925 кг (340+275+310),
Победитель Открытого Зонального первенства России «Юг-Центр» WPC по жиму 2007 г., г. Курск, Россия (результат 270 кг)
Победитель международного турнира по жиму штанги лёжа «Носорог про пауэр уик энд» (WPC) 2007 г., г. Курск, Россия (результат 275 кг).
Серебряный призёр международного турнира по жиму штанги лежа WPC памяти Алексея Станкевича 2007 г., г. Глухов, Украина
Серебряный призёр Кубка по жиму штанги лёжа в экипировке на призы Виталия Бобченко (WPC) 2008 г., г. Кривой Рог, Украина, (результат 300 кг).
Бронзовый призёр Кубка по жиму штанги лёжа без экипировки на призы Виталия Бобченко (WPC) 2008 г., г. Кривой Рог. Украина (результат 232,5 кг).

### Версия AWPC
Победитель Кубка Украины AWPC по жиму штанги лёжа без экипировки 2008 г., г. Тернополь, Украина (результат 210 кг),
Победитель Кубка Украины AWPC по жиму штанги лёжа в экипировке 2008 г., г. Тернополь, Украина (результат 265 кг),
Победитель Кубка Украины AWPC по жиму штанги лёжа без экипировки 2007 г., г. Николаев, Украина (результат 225 кг).

### Версия GPC
Победитель Открытого Кубка России GPC по жиму штанги лёжа 2008 г., г. Курск, Россия (результат 285 кг).

### Версия UPO
Чемпион Украины по жиму лёжа UPO 2007 г., г. Мелитополь, Украина, (результат 270 кг).
Чемпион Украины по жиму лёжа среди юниоров UPO 2007 г., г. Измаил, Украина (результат 240 кг).

##### Рекорды
Рекордсмен Украины AWPC в жиме штанги лёжа без экипировки. 
Рекордсмен Украины AWPC в жиме штанги лёжа в экипировке.
Рекордсмен Украины GPC в жиме штанги лёжа в экипировке.
Экс-рекордсмен Украины WPC в жиме штанги лёжа без экипировки.
Экс-рекордсмен Украины WPC в жиме штанги лёжа в экипировке среди юниоров. 
Рекордсмен Всеукраинской организации пауэрлифтинга (UPO) среди юниоров в жиме штанги лёжа. 

## Журналистская деятельность
С 2009 года собственный корреспондент журнала «Железный мир».
С августа 2010 года директор украинской редакции журнала «Железный мир».
С марта 2013 года шеф-редактор журнала «Железный мир».
С февраля 2015 года по июль 2016 года главный редактор журнала «Железный мир».
С июля 2016 года по декабрь 2017 года куратор проекта «Железный мир».
Член Ассоциации спортивных журналистов Украины АСЖУ с 2009 года. Член Международной ассоциации спортивной прессы (AIPS) с 2010 года. Член Национального союза журналистов Украины с 2010 года.
20-21 сентября 2017 года комментировал в прямом эфире телеканала XSPORT чемпионат Украины по тяжелой атлетике среди мужчин и женщин.
12-16 сентября 2018 года комментировал в прямом эфире телеканала XSPORT чемпионат Украины по тяжелой атлетике среди мужчин и женщин.
15-19 июля 2019 года комментировал в прямом эфире телеканала XSPORT чемпионат Украины по тяжелой атлетике среди мужчин и женщин.
В 2020—2021 годах комментировал в прямом эфире на национальных телеканалах турниры Федерации стронгмена Украины.
В августе 2021 года во время ХVI летних Паралимпийских игр в Токио работал в качестве эксперта на телеканалах Equalympic и UA: Первый.
8-10 июля 2022 года комментировал в эфире телеканала XSPORT соревнования по пауэрлифтингу на XI Всемирных играх (г. Бирмингем, США).
13-15 октября 2023 года комментировал в эфире телеканала XSPORT соревнования по стронгмену на международном спортивном фестивале "Арнольд Классик Европа" (г. Мадрид, Испания).
14-21 апреля 2025 года комментировал в прямом эфире телеканала Sport1 Чемпионат Европы по тяжелой атлетике среди мужчин и женщин (г. Кишинев, Молдова).
С января 2018 года сотрудник пресс-службы Национальной федерации бодибилдинга Украины.
С июля 2018 года руководитель комитета по СМИ Национальной федерации бодибилдинга Украины.

## Награды
30 марта 2008 года награжден Благодарностью Главы Сумской областной государственной администрации.
7 июня 2017 года награжден Благодарностью Главы Сумской областной государственной администрации.
15 июля 2024 года по случаю Дня Украинской Государственности награжден Почетной грамотой Ровенской областной государственной администрации.
Лауреат премии Ассоциации спортивных журналистов Украины «Итоги спортивного года-2016» в индивидуальной номинации «За верность спортивной журналистике».
Лауреат премии Ассоциации спортивных журналистов Украины «Итоги спортивного года-2017» в индивидуальной номинации «Лучший фотокорреспондент АСЖУ».
Лауреат премии Ассоциации спортивных журналистов Украины «Итоги спортивного года-2018» в индивидуальной номинации «Лучший фотокорреспондент АСЖУ».